# Język oune
Język oune (a. ounge), także: dapera, eivo – język papuaski używany przez grupę ludności w prowincji Bougainville w Papui-Nowej Gwinei. Według danych z 2007 roku posługuje się nim 1000 osób.
Należy do rodziny języków południowej Bougainville. Najbliżej spokrewniony z językiem nasioi.